# Bunzac
Bunzac ist eine südwestfranzösische Gemeinde mit 453 Einwohnern (Stand 1. Januar 2022) im Département Charente in der Region Nouvelle-Aquitaine.

## Lage
Bunzac liegt etwa 110 Meter ü. d. M. und rund 21 Kilometer (Fahrtstrecke) nordöstlich von Angoulême bzw. etwa 5 Kilometer südlich von La Rochefoucauld-en-Angoumois mit La Rochefoucauld. Der Nachbarort Pranzac (ca. 4 Kilometer südlich) ist ebenfalls sehenswert.

## Bevölkerungsentwicklung
| Jahr      | 1968 | 1975 | 1982 | 1990 | 1999 | 2007 | 2016 |
| Einwohner | 348  | 322  | 314  | 332  | 309  | 426  | 465  |

Bei der ersten Volkszählung in Frankreich im Jahre 1793 hatte der Ort 480 Einwohner; danach blieb die Einwohnerzahl in etwa stabil.

## Wirtschaft
Bunzac lebt im Wesentlichen von der Landwirtschaft und vom Weinbau. Der Ort gehört noch zum Gebiet der Bons Bois im äußersten Osten des Anbaugebietes Cognac. Seit den 1970er Jahren ist die Vermietung von Ferienwohnungen (gîtes) als wichtige Einnahmequelle des Ortes hinzugekommen.

## Geschichte
Wie die romanische Kirche beweist, war der Ort war schon im Mittelalter besiedelt.

## Sehenswürdigkeiten

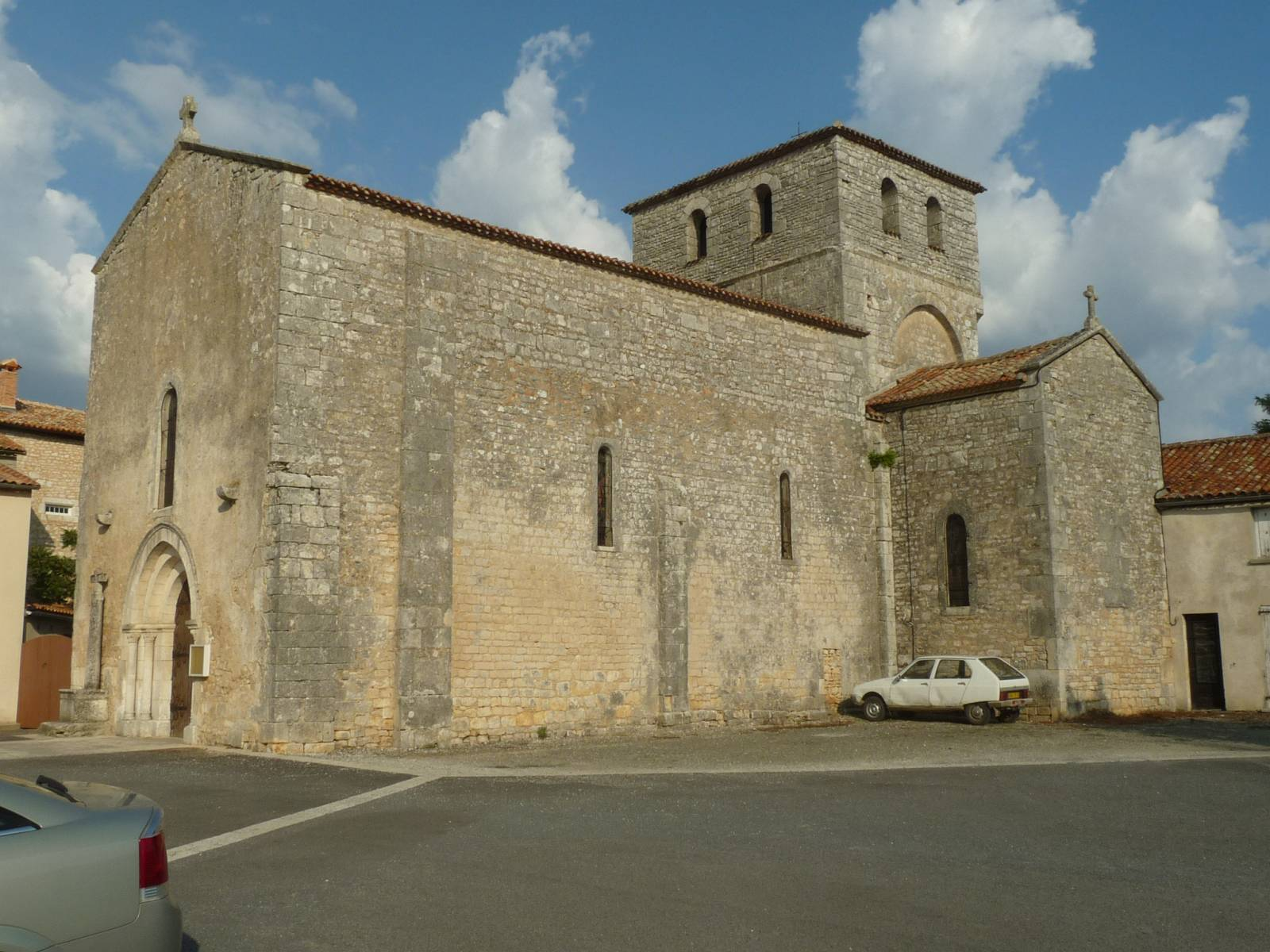
Bunzac – Kirche Notre-Dame (ehemals auch Saint-Symphorien)

- Die einschiffige romanische Kirche Notre-Dame (ehemals auch Saint-Symphorien) entstammt dem 12. Jahrhundert und steht am östlichen Rand der Gemeinde. Sie ist im Wesentlichen aus nur grob behauenen Steinen erbaut, die aber immerhin einen Mauerwerksverband ermöglichen; Strebepfeiler, Fenstereinfassungen und Ecken sind hingegen aus glatt und exakt behauenen Steinen gefügt. Die Westfassade der Kirche hat ein – im 19. Jahrhundert komplett neugefertigtes – mehrfach zurückgestuftes, ansonsten allerdings vollkommen schmuckloses Archivoltenportal mit eingestellten Säulen; darüber befindet sich ein Fenster. Beachtenswert ist der gedrungen wirkende, im Grundriss quadratische Vierungsturm mit jeweils zwei Schallöffnungen in jede der vier Himmelsrichtungen. Die Kirche hat zwei Querhausarme und einen apsidialen Chorschluss mit drei – vergleichsweise großen – Fenstern; beide Bauteile sind von einem großen Chorbogen von tonnengewölbten Kirchenschiff abgesetzt. Der Kirchenbau wurde im Jahr 1934 in die Liste der Monuments historiques[1] aufgenommen.
- Links des Westportals der Kirche steht ein steinernes Sockelpodest mit einem monolithischen Säulenschaft und einem Kreuzaufsatz.
- Vom ehemaligen Château des Deffends hat sich nur ein Gartenparterre mit einer doppelläufigen geschwungenen Treppe erhalten.